# Liu Bian
Liu Bian (chinesisch 劉辯 / 刘辩, Pinyin Liú Biàn), der Prinz von Hongnong (弘農王 / 弘农王,  Hóng Nóng Wáng – „Prinz von Hongnong“; * 173/76; † 190) war kurzzeitig Kaiser der Han-Dynastie. Er ist auch als Kaiser Shao („junger Kaiser“) bekannt, ein Name, den er sich mit einigen anderen kurzlebigen Kaisern teilt. Er kam 189 an die Macht, wurde aber kurz darauf von Dong Zhuo abgesetzt und 190 vergiftet.

## Familiärer Hintergrund
Liu Bian, der spätere Prinz von Hongnong, wurde als Sohn von Kaiser Ling und seiner damaligen Konkubine He geboren. Sein Geburtsdatum wird meist mit 176 angegeben, aber die Geschichte der Späteren Han nennt stellenweise sein Alter bei der Vergiftung als 17, was ein Geburtsjahr 173 ergäbe. Den traditionellen Historikern zufolge hatte Kaiser Ling bereits vor ihm Söhne gehabt, die aber alle jung gestorben waren. Deshalb nahm er nach dem damaligen Aberglauben an, dass seine Söhne außerhalb des Palastes bei Pflegeeltern aufwachsen müssten. Er vertraute Prinz Bian dem Zauberer Shi Zimiao an. Liu Bian wurde unter dem Titel Marquise Shi bekannt, weil man durch den weiblichen Titel die bösen Geister abwenden wollte, die seine älteren Brüder dahingerafft hatten. Später, als sein Bruder Liu Xie von der Konkubine Wang geboren wurde, erhielt er nach seiner Ziehmutter Dong den Titel Marquise Dong.
Weil sie ihm seinen ältesten überlebenden Sohn geschenkt hatte, erhob Kaiser Ling seine Konkubine He 180 zur Kaiserin. Weil Kaiser Ling jedoch abergläubisch blieb und zudem das wenig feierliche Betragen seines Sohnes nicht schätzte, ernannte er ihn nicht zum Kronprinzen, sondern dachte stattdessen an Prinz Xie.
Als Kaiser Ling 189 starb, wollte sein Vertrauter, der mächtige Eunuch Jian Shuo, zunächst He Jin (den Bruder der Kaiserin He) töten und dann Liu Xie als Kaiser einsetzen. He Jin fand dies jedoch heraus und erklärte Prinz Bian am 15. Mai 189 zum Kaiser. Kaiserin He wurde Kaiserinmutter, und sie und ihr Bruder He Jin als Oberbefehlshaber hatten am Hof die Macht. Die Stellung der Eunuchen war jedoch ungebrochen.

## Kurze Regierung
Bald kam es zur Konfrontation. Im Sommer 189 verschwor sich He Jin mit Yuan Shao, Yuan Shu und einigen anderen jungen Beamten, um Jian Shuo zu stürzen. Jian wollte seine Miteunuchen Zhao Zhong und Song Dian auf seine Seite ziehen, aber der Eunuch Guo Sheng verhinderte dies. He Jin nahm Jian Shuo daraufhin gefangen und ließ ihn hinrichten. Damit hatte er die Truppen unter seiner Kontrolle.
Danach mussten sich die Hes einer neuen Bedrohung stellen. Kaiser Lings Mutter, die Kaiseringroßmutter Dong, und ihr Neffe Dong Chong waren mit der Machtergreifung der Hes unzufrieden und stritten mit ihnen. Einmal drohte die Kaiseringroßmutter, He Jin durch Dong Chong enthaupten zu lassen. He Jin ergriff die Initiative und ließ die Kaiserinmutter He ein Edikt herausgeben, dass die Kaiseringroßmutter nach Hejian (heutiges Baoding, Hebei) zu verbannen und Dong Chong festzunehmen sei. Dong Chong nahm sich das Leben, auch die Kaiseringroßmutter Dong starb kurz darauf. Dadurch wurden die Hes beim Volk äußerst unbeliebt.
Im Herbst 189 schlug Yuan Shao General He Jin vor, die Eunuchen auszulöschen. Die Kaiserinmutter He weigerte sich sofort, und auch Frau Xian und He Miao. He Jin beriet deshalb mit Yuan Shao einen alternativen Plan, der sich später als fatal herausstellen sollte. Sie befahlen den Generälen außerhalb der Hauptstadt, Aufstände anzufangen und die Vernichtung der Eunuchen zu fordern, um die Kaiserinmutter He unter Druck zu setzen. Einer dieser Generäle war Dong Zhuo, der damals die kampferfahrenen Truppen der Liang-Provinz (heutiges Gansu) kommandierte.
Als Dong Zhuo sich der Hauptstadt näherte, musste Kaisermutter He den Eunuchen befehlen, den Palast zu verlassen und in ihre Marken zurückzukehren. Der Anführer der Eunuchen aber, Zhang Rang, flehte mit seiner Schwiegertochter (der Schwester der Kaiserinmutter He) im Palast bleiben zu dürfen, und so rief die Kaiserinmutter die Eunuchen in die Hauptstadt zurück. Diese hatten He Jins Plan erfahren und stellten ihm eine Falle. He Jin wurde am 22. September 189 von den Eunuchen ermordet. Seine Berater, angeführt von Yuan Shao, umstellten den Palast, und die Eunuchen nahmen die Kaiserinmutter, den jungen Kaiser, und den Prinzen Xie als Geiseln, die Kaiserinmutter He entkam jedoch bald. Inzwischen hatte Yuan Shao die andere Eunuchen umgebracht und auch He Miao getötet, weil dieser sich gegen He Jin gestellt hatte.
Zwei Tage später nahmen die übrigen Eunuchen den Kaiser und den Prinzen und flohen mit ihnen zum Gelben Fluss. Weil ihnen aber die Regierungsbeamten Lu Zhi und Min Gong auf den Fersen waren, entließen sie ihre Geiseln und nahmen sich im Fluss gemeinsam das Leben. Als Min und Lu den Kaiser und den Prinzen zur Hauptstadt Luoyang zurückbrachten, wurden sie von Dong Zhuos Streitmacht am 25. September 189 festgenommen. Der Kaiser war so erschrocken, dass er auf Dong Zhuos Fragen nicht vernünftig antworten konnte, der jüngere Prinz Xie jedoch beschrieb die Ereignisse ohne Probleme. Dong war von dem jungen Prinzen beeindruckt und begann zu überlegen, den Kaiser durch ihn zu ersetzen. Außerdem gefiel ihm der Titel Marquise Dong, obwohl er nicht mit der Kaiseringroßmutter Dong verwandt war.
Dong nahm die Hauptstadt rasch ein und zwang die Kommandanten der Palastwache, Yuan Shao und Cao Cao, zu fliehen. Dann erklärte Dong Zhuo den jungen Kaiser für abgesetzt und ernannte ihn zum Prinzen von Hongnong und zwang die Kaiserinmutter He zur Zustimmung. Prinz Xie wurde am 28. September 189 als Kaiser Xian auf den Thron gesetzt. Bald darauf wurde die Kaiserinmutter He von Dong Zhuo vergiftet und starb.

## Tod
Monatelang schien Dong Zhuo, der die Zentralregierung jetzt vollständig unter seiner Kontrolle hatte, den ehemaligen Kaiser nicht zu beachten. Im frühen 190 jedoch bildete sich eine Koalition von Provinzbeamten und Verbannten gegen ihn, die von Yuan Shao angeführt wurde. Dong hielt es für gefährlich, Prinz Bian am Leben zu lassen. Wenige Wochen nach Beginn des Aufstandes befahl Dong Zhuo seinem Untergebenen Li Ru, dem Prinzen vergifteten Wein einzuflößen. Li Ru erlaubte dem Prinzen immerhin, zuvor von seiner Gemahlin, der Konkubine Tang, und den anderen Konkubinen Abschied zu nehmen. Er starb am 22. März 190.